# San Pedro de Mérida (kommunhuvudort)
San Pedro de Mérida är en kommunhuvudort i Spanien.   Den ligger i provinsen Provincia de Badajoz och regionen Extremadura, i den centrala delen av landet, 270 km sydväst om huvudstaden Madrid. San Pedro de Mérida ligger 290 meter över havet och antalet invånare är 791.
Terrängen runt San Pedro de Mérida är huvudsakligen platt, men åt nordväst är den kuperad. Runt San Pedro de Mérida är det ganska glesbefolkat, med 29 invånare per kvadratkilometer. Närmaste större samhälle är Mérida, 14,1 km väster om San Pedro de Mérida. Trakten runt San Pedro de Mérida består till största delen av jordbruksmark.